# Pseudopleonexes lessoniae
Pseudopleonexes lessoniae är en kräftdjursart som först beskrevs av Hurley 1954.  Pseudopleonexes lessoniae ingår i släktet Pseudopleonexes och familjen Ampithoidae. Inga underarter finns listade i Catalogue of Life.